# Yoo Sang-chul
Yoo Sang-chul (en coreano: 유상철; Seúl, 18 de octubre de 1971-Seúl, 7 de junio de 2021) fue un futbolista y entrenador surcoreano. Jugaba de centrocampista y su último club fue el Ulsan Hyundai de Corea del Sur.

## Biografía
Yoo Sang-chul comenzó a jugar al fútbol en el equipo de la Universidad Konkuk. Después de graduarse, en 1994 fue contratado por el Ulsan Hyundai y al principio despuntó como un jugador defensivo que también podía jugar en las bandas y sumarse al ataque. En la temporada 1998, el técnico Ko Jae-wook adelantó su posición al mediocampo y Yoo firmó 14 goles en 20 partidos oficiales, convirtiéndose en el máximo goleador del torneo.
El jugador despuntó a nivel internacional en la Copa Mundial de Fútbol de 1998 y llamó la atención de varios clubes extranjeros, llegando incluso a hacer una prueba con el Fútbol Club Barcelona. En 1999 fue contratado por el Yokohama F. Marinos de la liga japonesa y permaneció allí dos temporadas, con un registro de 17 goles en 22 partidos en la edición del 2000. De allí pasó al Kashiwa Reysol, y a mitad de la temporada 2002 regresó a Corea del Sur para jugar en el Ulsan Hyundai.
Yoo Sang-chul formó parte de la selección surcoreana que logró el cuarto puesto en la Copa Mundial de Fútbol de 2002, con una actuación que le valió formar parte del once ideal del campeonato. Al año siguiente, el jugador regresó al Yokohama F. Marinos y permaneció allí hasta 2005, cuando volvió al Ulsan Hyundai para cerrar su carrera en 2006, a los 35 años.
Después de retirarse de los terrenos de juego, Yoo se convirtió en entrenador de fútbol y fue contratado por el Daejeon Citizen en 2011, al que ayudó a mantener la máxima categoría. Posteriormente dirigió al equipo de la Universidad de Ulsan (2014-17), al Jeonnam Dragons (2018) y al Incheon United (2019).
En noviembre de 2019 tuvo que dejar de entrenar porque le fue diagnosticado un cáncer de páncreas con metástasis que requería quimioterapia. Durante los siguientes meses concedió entrevistas para explicar su estado de salud. Tras ser ingresado en el Hospital Asan de Seúl por el agravamiento de la enfermedad, falleció el 7 de junio de 2021 a los 49 años.

## Trayectoria

### Clubes como futbolista
| Club                | País          | Año       |
| ------------------- | ------------- | --------- |
| Ulsan Hyundai       | Corea del Sur | 1994-1998 |
| Yokohama F. Marinos | Japón         | 1999-2000 |
| Kashiwa Reysol      | Japón         | 2001-2002 |
| Ulsan Hyundai       | Corea del Sur | 2002-2003 |
| Yokohama F. Marinos | Japón         | 2003-2004 |
| Ulsan Hyundai       | Corea del Sur | 2005-2006 |

### Selección nacional como futbolista
| Selección | País          | Año       |
| --------- | ------------- | --------- |
| Sub-23    | Corea del Sur | 2004      |
| Absoluta  | Corea del Sur | 1994-2005 |

### Clubes como entrenador
| Club                                             | País          | Año       |
| ------------------------------------------------ | ------------- | --------- |
| Escuela Secundaria Técnica Mecánica de Chuncheon | Corea del Sur | 2009-2011 |
| Daejeon Citizen                                  | Corea del Sur | 2011-2012 |
| Universidad Ulsan                                | Corea del Sur | 2014-2017 |
| Jeonnam Dragons                                  | Corea del Sur | 2018      |
| Incheon United                                   | Corea del Sur | 2019      |

## Estadísticas

### Como futbolista

#### Clubes
| Club | Div.          | Temporada     | Liga  | Liga  | Liga   | Copas nacionales(1) | Copas nacionales(1) | Copas nacionales(1) | Copas internacionales(2) | Copas internacionales(2) | Copas internacionales(2) | Total | Total | Total  | Media goleadora(3) |
| Club | Div.          | Temporada     | Part. | Goles | Asist. | Part.               | Goles               | Asist.              | Part.                    | Goles                    | Asist.                   | Part. | Goles | Asist. | Media goleadora(3) |
| --- | ------------- | ------------- | ----- | ----- | ------ | ------------------- | ------------------- | ------------------- | ------------------------ | ------------------------ | ------------------------ | ----- | ----- | ------ | ------------------ |
| Ulsan Hyundai Corea del Sur |               |               |       |       |        |                     |                     |                     |                          |                          |                          |       |       |        |                    |
| 1.ª | 1994          | 20            | 5     |       | 6      | 0                   |                     | —                   | —                        | —                        | 26                       | 5     |       | 0,19   |                    |
| 1.ª | 1995          | 26            | 1     |       | 7      | 1                   |                     | —                   | —                        | —                        | 33                       | 2     |       | 0,06   |                    |
| 1.ª | 1996          | 2             | 0     |       | 4      | 1                   |                     |                     |                          |                          | 6                        | 1     |       | 0,17   |                    |
| 1.ª | 1997          | 7             | 1     |       | 10     | 0                   |                     |                     |                          |                          | 17                       | 1     |       | 0,06   |                    |
| 1.ª | 1998          | 20            | 14    |       | 3      | 1                   |                     |                     |                          |                          | 23                       | 15    |       | 0,65   |                    |
| Total club | Total club    | 75            | 21    | 0     | 30     | 3                   | 0                   | 0                   | 0                        | 0                        | 105                      | 24    | 0     | 0,23   |                    |
| Yokohama F. Marinos Japón |               |               |       |       |        |                     |                     |                     |                          |                          |                          |       |       |        |                    |
| 1.ª | 1999          | 22            | 7     |       | 6      | 1                   |                     | —                   | —                        | —                        | 28                       | 8     |       | 0,29   |                    |
| 1.ª | 2000          | 22            | 17    |       | 9      | 4                   |                     | —                   | —                        | —                        | 31                       | 21    |       | 0,68   |                    |
| Total club | Total club    | 44            | 24    | 0     | 15     | 5                   | 0                   | 0                   | 0                        | 0                        | 59                       | 29    |       | 0,49   |                    |
| Kashiwa Reysol Japón |               |               |       |       |        |                     |                     |                     |                          |                          |                          |       |       |        |                    |
| 1.ª | 2001          | 24            | 9     |       | 1      | 0                   |                     | —                   | —                        | —                        | 25                       | 9     |       | 0,36   |                    |
| 1.ª | 2002          | 9             | 5     |       | 0      | 0                   |                     | —                   | —                        | —                        | 9                        | 5     |       | 0,56   |                    |
| Total club | Total club    | 33            | 14    | 0     | 1      | 0                   | 0                   | 0                   | 0                        | 0                        | 34                       | 14    | 0     | 0,41   |                    |
| Ulsan Hyundai Corea del Sur |               |               |       |       |        |                     |                     |                     |                          |                          |                          |       |       |        |                    |
| 1.ª | 2002          | 8             | 9     |       | 0      | 0                   |                     | —                   | —                        | —                        | 8                        | 9     |       | 1,13   |                    |
| 1.ª | 2003          | 10            | 3     |       | 0      | 0                   |                     | —                   | —                        | —                        | 10                       | 3     |       | 0,30   |                    |
| Total club | Total club    | 18            | 12    | 0     | 0      | 0                   | 0                   | 0                   | 0                        | 0                        | 18                       | 12    | 0     | 0,67   |                    |
| Yokohama F. Marinos Japón |               |               |       |       |        |                     |                     |                     |                          |                          |                          |       |       |        |                    |
| 1.ª | 2003          | 17            | 6     |       | 5      | 0                   |                     | —                   | —                        | —                        | 22                       | 6     |       | 0,27   |                    |
| 1.ª | 2004          | 19            | 0     |       | 3      | 0                   |                     | 4                   | 1                        |                          | 26                       | 1     |       | 0,04   |                    |
| Total club | Total club    | 36            | 6     | 0     | 8      | 0                   | 0                   | 4                   | 1                        | 0                        | 48                       | 7     | 0     | 0,15   |                    |
| Ulsan Hyundai Corea del Sur |               |               |       |       |        |                     |                     |                     |                          |                          |                          |       |       |        |                    |
| 1.ª | 2005          | 12            | 1     |       | 6      | 0                   |                     | —                   | —                        | —                        | 18                       | 1     |       | 0,06   |                    |
| 1.ª | 2006          | 1             | 0     |       | 0      | 0                   |                     | —                   | —                        | —                        | 1                        | 0     |       | 0,00   |                    |
| Total club | Total club    | 13            | 1     | 0     | 6      | 0                   | 0                   | 0                   | 0                        | 0                        | 19                       | 1     | 0     | 0,05   |                    |
| Total carrera | Total carrera | Total carrera | 219   | 78    | 0      | 60                  | 8                   | 0                   | 4                        | 1                        | 0                        | 283   | 87    | 0      | 0,31               |
| (1) Incluye datos de KFA Cup y Copa de la Liga (Corea del Sur), y Copa del Emperador y Copa J. League (Japón). (2) Incluye datos de Liga de Campeones de la AFC (2004). (3) No incluye goles en partidos amistosos. |               |               |       |       |        |                     |                     |                     |                          |                          |                          |       |       |        |                    |

#### Selección nacional
Fuente:
| Selección de Corea del Sur | Selección de Corea del Sur | Selección de Corea del Sur |
| Año                        | Part.                      | Goles                      |
| -------------------------- | -------------------------- | -------------------------- |
| 1994                       | 10                         | 1                          |
| 1995                       | 8                          | 0                          |
| 1996                       | 5                          | 1                          |
| 1997                       | 21                         | 7                          |
| 1998                       | 24                         | 3                          |
| 1999                       | 2                          | 0                          |
| 2000                       | 11                         | 0                          |
| 2001                       | 8                          | 3                          |
| 2002                       | 16                         | 1                          |
| 2003                       | 9                          | 1                          |
| 2004                       | 5                          | 1                          |
| 2005                       | 5                          | 0                          |
| Total                      | 124                        | 18                         |

##### Goles internacionales
| No  | Fecha                   | Sede                    | Oponente               | Gol   | Resultado | Competición                                          |
| --- | ----------------------- | ----------------------- | ---------------------- | ----- | --------- | ---------------------------------------------------- |
| 1.  | 11 de octubre de 1994   | Hiroshima, Japón        | Japón                  | 1 gol | 3–2       | Juegos Asiáticos de 1994                             |
| 2.  | 30 de abril de 1996     | Tel Aviv, Israel        | Israel                 | 1 gol | 5–4       | Partido amistoso                                     |
| 3.  | 25 de enero de 1997     | Sídney, Australia       | Nueva Zelanda          | 1 gol | 3–1       | Opus Tournament 1997                                 |
| 4.  | 21 de mayo de 1997      | Tokio, Japón            | Japón                  | 1 gol | 1–1       | Partido amistoso                                     |
| 5.  | 28 de mayo de 1997      | Daejeon, Corea del Sur  | Hong Kong              | 1 gol | 4–0       | Eliminatorias para la Copa Mundial de Fútbol de 1998 |
| 6.  | 12 de junio de 1997     | Seúl, Corea del Sur     | Egipto                 | 1 gol | 3–1       | Korea Cup 1997                                       |
| 7.  | 24 de agosto de 1997    | Daegu, Corea del Sur    | Tayikistán             | 1 gol | 4–1       | Partido amistoso                                     |
| 8.  | 4 de octubre de 1997    | Seúl, Corea del Sur     | Emiratos Árabes Unidos | 1 gol | 3–0       | Eliminatorias para la Copa Mundial de Fútbol de 1998 |
| 9.  | 18 de octubre de 1997   | Taskent, Uzbekistán     | Uzbekistán             | 1 gol | 5–1       | Eliminatorias para la Copa Mundial de Fútbol de 1998 |
| 10. | 25 de junio de 1998     | París, Francia          | Bélgica                | 1 gol | 1–1       | Copa Mundial de Fútbol de 1998                       |
| 11. | 9 de diciembre de 1998  | Bangkok, Tailandia      | Emiratos Árabes Unidos | 1 gol | 2–1       | Juegos Asiáticos de 1998                             |
| 12. | 14 de diciembre de 1998 | Bangkok, Tailandia      | Tailandia              | 1 gol | 1–2       | Juegos Asiáticos de 1998                             |
| 13. | 11 de febrero de 2001   | Dubái, EAU              | Emiratos Árabes Unidos | 1 gol | 4–1       | Torneo de Dubái 2001                                 |
| 14. | 1 de junio de 2001      | Ulsan, Corea del Sur    | México                 | 1 gol | 2–1       | Copa FIFA Confederaciones 2001                       |
| 15. | 9 de diciembre de 2001  | Seogwipo, Corea del Sur | Estados Unidos         | 1 gol | 1–0       | Partido amistoso                                     |
| 16. | 4 de junio de 2002      | Busan, Corea del Sur    | Polonia                | 1 gol | 2–0       | Copa Mundial de Fútbol de 2002                       |
| 17. | 8 de diciembre de 2003  | Saitama, Japón          | China                  | 1 gol | 1–0       | Campeonato de Fútbol del Este de Asia 2003           |
| 18. | 5 de junio de 2004      | Daegu, Corea del Sur    | Turquía                | 1 gol | 2–1       | Partido amistoso                                     |

##### Participaciones en fases finales
| Torneo                          | Sede                  | Resultado        | Partidos | Goles |
| ------------------------------- | --------------------- | ---------------- | -------- | ----- |
| Juegos Asiáticos de 1994        | Hiroshima             | Cuarto puesto    | —        | —     |
| Copa Asiática 1996              | EAU                   | Cuartos de final | 3        | 0     |
| Copa Mundial de Fútbol de 1998  | Francia               | Primera fase     | 3        | 1     |
| Juegos Asiáticos de 1998        | Bangkok               | Cuartos de final | —        | —     |
| Copa de Oro de la Concacaf 2000 | Estados Unidos        | Primera fase     | 2        | 0     |
| Copa Asiática 2000              | Líbano                | Tercer puesto    | 5        | 0     |
| Copa Confederaciones 2001       | Corea del Sur / Japón | Primera fase     | 2        | 1     |
| Copa de Oro de la Concacaf 2002 | Estados Unidos        | Cuarto puesto    | 2        | 0     |
| Copa Mundial de Fútbol de 2002  | Corea del Sur / Japón | Cuarto puesto    | 7        | 1     |
| Juegos Olímpicos de 2004        | Atenas                | Cuartos de final | 4        | 0     |

## Entrenador
Como entrenador, ha dirigido en 2011 y 2012, el Daejeon Citizen de Daejeon de la K League Classic de (Corea del Sur).

## Muerte
El 21 de noviembre de 2019 fue  diagnosticado con cáncer pancreático en fase 4, lo que causó su hospitalización. Sang-chul falleció el 7 de junio de 2021 en Seúl, a los 49 años.